# Имер Селмани
Имер Селмани (на албански: Imer Selmani) е политик от Северна Македония от албански произход.

## Биография
Селмани е роден на 20 февруари 1968 година в град Скопие. През 2000 година става кмет на община Сарай, а на местните избори през 2005 е преизбран. В периода 2003-2008 година е заместник-председател на Демократическата партия на албанците, а след това основава своя партия на име Нова Демокрация. Избран е за министър на здравето в правителството на Никола Груевски. След провала на неговата партия на преждевременните парламентарни избори през 2011 година той подава оставка като председател на партията на 7 юни 2011 година.